# Eliminatórias da Copa do Mundo FIFA de 2018 - Europa (Grupo G)
O Grupo G das eliminatórias da Europa para a Copa do Mundo FIFA de 2018 foi formado por: Espanha, Itália, Albânia, Israel, Macedónia e Liechtenstein.
O vencedor do grupo se qualificou automaticamente para a Copa do Mundo de 2018. Além dos demais oito vencedores de grupos, os oito melhores segundos colocados avançaram para a segunda fase, que será disputada no sistema de play-offs.

## Classificação
| Pos | Equipe             | Pts | J  | V | E | D  | GP | GC | SG  | Classificado                              |  | ESP | ITA | ALB | ISR | MKD | LIE |
| --- | ------------------ | --- | -- | - | - | -- | -- | -- | --- | ----------------------------------------- |  | --- | --- | --- | --- | --- | --- |
| 1   | Espanha            | 28  | 10 | 9 | 1 | 0  | 36 | 3  | +33 | qualificadas para a Copa do Mundo de 2018 |  | —   | 3–0 | 3–0 | 4–1 | 4–0 | 8–0 |
| 2   | Itália             | 23  | 10 | 7 | 2 | 1  | 21 | 8  | +13 | qualificadas para a segunda fase          |  | 1–1 | —   | 2–0 | 1–0 | 1–1 | 5–0 |
| 3   | Albânia            | 13  | 10 | 4 | 1 | 5  | 10 | 13 | −3  | Eliminado                                 |  | 0–2 | 0–1 | —   | 0–3 | 2–1 | 2–0 |
| 4   | Israel             | 12  | 10 | 4 | 0 | 6  | 10 | 15 | −5  | Eliminado                                 |  | 0–1 | 1–3 | 0–3 | —   | 0–1 | 2–1 |
| 5   | Macedônia do Norte | 11  | 10 | 3 | 2 | 5  | 15 | 15 | 0   | Eliminado                                 |  | 1–2 | 2–3 | 1–1 | 1–2 | —   | 4–0 |
| 6   | Liechtenstein      | 3   | 13 | 0 | 3 | 10 | 1  | 39 | −38 | Eliminado                                 |  | 0–8 | 0–4 | 0–2 | 0–1 | 0–3 | —   |

## Partidas
O calendário de partidas foi divulgado pela UEFA em 26 de julho de 2015, um dia após o sorteio ser realizado em São Petersburgo na Rússia.

### Primeira rodada
| 5 de setembro de 2016 | Albânia               | 2 – 1[A]  | Macedônia do Norte | Estádio de Loro-Boriçi, Escodra            |
| 14:00 (UTC+2)         | Sadiku 9' · Balaj 89' | FIFA UEFA | Alioski 51'        | Público: 14 667 Árbitro: TUR Hüseyin Göçek |

| Albânia | Macedónia |

| 5 de setembro de 2016 | Israel          | 1 – 3     | Itália                                        | Estádio Sammy Ofer, Haifa                   |
| 21:45 (UTC+3)         | Ben Haim II 35' | FIFA UEFA | Pellè 14' · Candreva 31' (pen) · Immobile 83' | Público: 29 300 Árbitro: RUS Sergei Karasev |

| Israel | Itália |

| 5 de setembro de 2016 | Espanha                                                                        | 8 – 0     | Liechtenstein | Estádio Reino de León, Leão                  |
| 20:45 (UTC+2)         | Costa 10', 66' · Roberto 55' · Silva 59', 90+1' · Vitolo 60' · Morata 82', 83' | FIFA UEFA |               | Público: 12 139 Árbitro: WAL Simon Lee Evans |

| Espanha | Liechtenstein |

### Segunda rodada
| 6 de outubro de 2016 | Itália             | 1 – 1     | Espanha    | Juventus Stadium, Turim                  |
| 20:45 (UTC+2)        | De Rossi 82' (pen) | FIFA UEFA | Vitolo 55' | Público: 38 470 Árbitro: GER Felix Brych |

| Itália | Espanha |

| 6 de outubro de 2016 | Liechtenstein | 0 – 2     | Albânia                      | Rheinpark Stadion, Vaduz                 |
| 20:45 (UTC+2)        |               | FIFA UEFA | Jehle 12' (g.c.) · Balaj 71' | Público: 5 864 Árbitro: HUN Tamás Bognar |

| Liechtenstein | Albânia |

| 6 de outubro de 2016 | Macedônia do Norte | 1 – 2     | Israel                      | Estádio Felipe II da Macedônia, Escópia    |
| 20:45 (UTC+2)        | Nestorovski 63'    | FIFA UEFA | Hemed 25' · Ben Haim II 43' | Público: 6 500 Árbitro: ENG Andre Marriner |

| Macedónia | Israel |

### Terceira rodada
| 9 de outubro de 2016 | Israel        | 2 – 1     | Liechtenstein | Estádio Teddy Kollek, Jerusalém            |
| 19:00 (UTC+3)        | Hemed 4', 16' | FIFA UEFA | Göppel 49'    | Público: 9 000 Árbitro: MLT Clayton Pisani |

| Israel | Liechtenstein |

| 9 de outubro de 2016 | Albânia | 0 – 2     | Espanha                | Estádio de Loro-Boriçi, Escodra          |
| 20:45 (UTC+2)        |         | FIFA UEFA | Costa 55' · Nolito 63' | Público: 15 425 Árbitro: NED Bas Nijhuis |

| Albânia | Espanha |

| 9 de outubro de 2016 | Macedônia do Norte           | 2 – 3     | Itália                            | Estádio Felipe II da Macedônia, Escópia     |
| 20:45 (UTC+2)        | Nestorovski 57' · Hasani 59' | FIFA UEFA | Belotti 24' · Immobile 75', 90+2' | Público: 19 195 Árbitro: NED Danny Makkelie |

| Macedónia | Itália |

### Quarta rodada
| 12 de novembro de 2016 | Albânia | 0 – 3     | Israel                                      | Elbasan Arena, Elbasani                   |
| 20:45 (UTC+1)          |         | FIFA UEFA | Zahavi 18' (pen) · Einbinder 66' · Atar 83' | Público: 7 600 Árbitro: GER Deniz Aytekin |

| Albânia | Israel |

| 12 de novembro de 2016 | Liechtenstein | 0 – 4     | Itália                                         | Rheinpark Stadion, Vaduz               |
| 20:45 (UTC+1)          |               | FIFA UEFA | Belotti 11', 44' · Immobile 12' · Candreva 32' | Público: 5 864 Árbitro: CRO Ivan Bebek |

| Liechtenstein | Itália |

| 12 de novembro de 2016 | Espanha                                                      | 4 – 0     | Macedônia do Norte | Estádio Nuevo Los Cármenes, Granada               |
| 20:45 (UTC+1)          | Velkovski 34' (g.c.) · Vitolo 63' · Monreal 84' · Aduriz 85' | FIFA UEFA |                    | Público: 16 622 Árbitro: AUT Robert Schörgenhofer |

| Espanha | Macedónia |

### Quinta rodada
| 24 de março de 2017 | Itália                            | 2 – 0     | Albânia | Estádio Renzo Barbera, Palermo             |
| 20:45 (UTC+1)       | De Rossi 12' (pen) · Immobile 71' | FIFA UEFA |         | Público: 33 136 Árbitro: SVN Slavko Vinčić |

| Itália | Albânia |

| 24 de março de 2017 | Liechtenstein | 0 – 3     | Macedônia do Norte                 | Rheinpark Stadion, Vaduz                    |
| 20:45 (UTC+1)       |               | FIFA UEFA | Nikolov 43' · Nestorovski 68', 73' | Público: 4 517 Árbitro: BEL Jonathan Lardot |

| Liechtenstein | Macedónia |

| 24 de março de 2017 | Espanha                                         | 4 – 1     | Israel       | El Molinón, Gijón                           |
| 20:45 (UTC+1)       | Silva 13' · Vitolo 45+1' · Costa 51' · Isco 88' | FIFA UEFA | Refaelov 76' | Público: 20 321 Árbitro: ENG Michael Oliver |

| Espanha | Israel |

### Sexta rodada
| 11 de junho de 2017 | Israel | 0 – 3     | Albânia                        | Estádio Sammy Ofer, Haifa                     |
| 21:45 (UTC+3)       |        | FIFA UEFA | Sadiku 22', 44' · Memushaj 71' | Público: 15 150 Árbitro: BLR Aleksei Kulbakov |

| Israel | Albânia |

| 11 de junho de 2017 | Itália                                                                     | 5 – 0     | Liechtenstein | Estádio Friuli, Údine                     |
| 20:45 (UTC+2)       | Insigne 35' · Belotti 52' · Éder 74' · Bernardeschi 83' · Gabbiadini 90+1' | FIFA UEFA |               | Público: 20 514 Árbitro: SCO Kevin Clancy |

| Itália | Liechtenstein |

| 11 de junho de 2017 | Macedônia do Norte | 1 – 2     | Espanha                     | Estádio Felipe II da Macedônia, Escópia |
| 20:45 (UTC+2)       | Ristovski 66'      | FIFA UEFA | Silva 15' · Diego Costa 27' | Público: 20 675 Árbitro: POL Paweł Gil  |

| Macedónia | Espanha |

### Sétima rodada
| 2 de setembro de 2017 | Albânia                | 2 – 0     | Liechtenstein | Elbasani Arena, Elbasani                     |
| 18:00 (UTC+2)         | Roshi 54' · Agolli 78' | FIFA UEFA |               | Público: 5 500 Árbitro: RUS Sergey Lapochkin |

| Albânia | Liechtenstein |

| 2 de setembro de 2017 | Israel | 0 – 1     | Macedônia do Norte | Estádio Sammy Ofer, Haifa                  |
| 21:45 (UTC+3)         |        | FIFA UEFA | Pandev 73'         | Público: 11 350 Árbitro: RUS Aleksei Eskov |

| Israel | Macedónia |

| 2 de setembro de 2017 | Espanha                    | 3 – 0     | Itália | Estádio Santiago Bernabéu, Madrid          |
| 20:45 (UTC+2)         | Isco 13', 40' · Morata 77' | FIFA UEFA |        | Público: 73 628 Árbitro: NED Björn Kuipers |

| Espanha | Itália |

### Oitava rodada
| 5 de setembro de 2017 | Itália       | 1 – 0     | Israel | Estádio Città del Tricolore, Régio da Emília |
| 20:45 (UTC+2)         | Immobile 53' | FIFA UEFA |        | Público: 15 507 Árbitro: FRA Benoît Bastien  |

| Itália | Israel |

| 5 de setembro de 2017 | Liechtenstein | 0 – 8     | Espanha                                                                                | Rheinpark Stadion, Vaduz                    |
| 20:45 (UTC+2)         |               | FIFA UEFA | Ramos 3' · Morata 15', 54' · Isco 16' · Silva 39' · Aspas 51', 63' · Göppel 89' (g.c.) | Público: 5 864 Árbitro: BUL Ivaylo Stoyanov |

| Liechtenstein | Espanha |

| 5 de setembro de 2017 | Macedônia do Norte   | 1 – 1     | Albânia   | Stadion Mladost, Estrúmica                 |
| 20:45 (UTC+2)         | Trajkovski 78' (pen) | FIFA UEFA | Roshi 53' | Público: 3 493 Árbitro: SWE Jonas Eriksson |

| Macedónia | Albânia |

### Nona rodada
| 6 de outubro de 2017 | Itália        | 1 – 1     | Macedônia do Norte | Estádio Olímpico Grande Torino, Turim      |
| 20:45 (UTC+2)        | Chiellini 40' | FIFA UEFA | Trajkovski 77'     | Público: 22 603 Árbitro: POR Tiago Martins |

| Itália | Macedónia |

| 6 de outubro de 2017 | Liechtenstein | 0 – 1     | Israel   | Rheinpark Stadion, Vaduz                  |
| 20:45 (UTC+2)        |               | FIFA UEFA | Tibi 21' | Público: 3 498 Árbitro: NIR Arnold Hunter |

| Liechtenstein | Israel |

| 6 de outubro de 2017 | Espanha                                       | 3 – 0     | Albânia | Estádio José Rico Pérez, Alicante          |
| 20:45 (UTC+2)        | Rodrigo 16' · Isco 23' · Thiago Alcántara 26' | FIFA UEFA |         | Público: 25 397 Árbitro: RUS Aleksei Eskov |

| Espanha | Albânia |

### Décima rodada
| 9 de outubro de 2017 | Albânia | 0 – 1     | Itália       | Estádio de Loro-Boriçi, Escodra                |
| 20:45 (UTC+2)        |         | FIFA UEFA | Candreva 73' | Público: 14 718 Árbitro: NOR Svein Oddvar Moen |

| Albânia | Itália |

| 9 de outubro de 2017 | Israel | 0 – 1     | Espanha          | Estádio Teddy Kollek, Jerusalém            |
| 21:45 (UTC+3)        |        | FIFA UEFA | Illarramendi 76' | Público: 28 700 Árbitro: SCO Craig Thomson |

| Israel | Espanha |

| 9 de outubro de 2017 | Macedônia do Norte                                   | 4 – 0     | Liechtenstein | Stadion Mladost, Estrúmica                  |
| 20:45 (UTC+2)        | Musliu 36' · Trajkovski 38' · Bardhi 66' · Ademi 68' | FIFA UEFA |               | Público: 4 518 Árbitro: LUX Laurent Kopriwa |

| Macedónia | Liechtenstein |

## Artilheiros
6 gols (1)
- ITA Ciro Immobile

5 gols (4)
- ESP Diego Costa
- ESP Isco
- ESP Álvaro Morata
- ESP David Silva

4 gols (3)
- ITA Andrea Belotti
- MKD Ilija Nestorovski
- ESP Vitolo

3 gols (4)
- ALB Armando Sadiku
- ISR Tomer Hemed
- ITA Antonio Candreva
- MKD Aleksandar Trajkovski

2 gols (5)
- ALB Bekim Balaj
- ALB Odise Roshi
- ISR Tal Ben Chaim
- ITA Daniele De Rossi
- ESP Iago Aspas

1 gol (30)
- ALB Ansi Agolli
- ALB Ledian Memushaj
- ISR Eliran Atar
- ISR Dan Einbinder
- ISR Lior Refaelov
- ISR Eitan Tibi
- ISR Eran Zahavi
- ITA Federico Bernardeschi
- ITA Giorgio Chiellini
- ITA Éder
- ITA Manolo Gabbiadini
- ITA Lorenzo Insigne
- ITA Graziano Pellè
- LIE Maximilian Göppel
- MKD Arijan Ademi
- MKD Ezgjan Alioski
- MKD Enis Bardhi
- MKD Ferhan Hasani
- MKD Visar Musliu
- MKD Boban Nikolov
- MKD Goran Pandev
- MKD Stefan Ristovski
- ESP Aritz Aduriz
- ESP Thiago Alcántara
- ESP Asier Illarramendi
- ESP Rodrigo Moreno
- ESP Nacho Monreal
- ESP Nolito
- ESP Sergio Ramos
- ESP Sergi Roberto

Gols contra (3)
- LIE Maximilian Göppel (para a  Espanha)
- LIE Peter Jehle (para a  Albânia)
- MKD Darko Velkovski (para a  Espanha)